# Willie Peyote
Willie Peyote, seudónimo de Guglielmo Bruno (Turín, 28 de agosto de 1985), es un rapero y cantautor italiano.

## Biografía

### Primeros años
Nacido de padre de Barriera en Turín y madre de Biella, ambos músicos, su nombre artístico combina el personaje Willy el Coyote con el peyote, un cactus alucinógeno procedente de América del Norte; Willie también es una referencia a su nombre de pila, Guglielmo.
Se graduó como licenciado en Ciencias Políticas con una tesis sobre los disturbios de Los Ángeles de 1992 tras la paliza policial a Rodney King. Se acercó al mundo de la música gracias a su padre, acompañándolo incluso en sus giras. Después de experimentar con varios géneros musicales, incluido el rock y el punk, en 2004 entró en el mundo del hip hop y fundó SOS Clique junto a Kavah y Shula, publicando varias demos y el EP L'erbavoglio, lanzado en 2008.

### 2011-2014: Primeras publicaciones
En 2011 publicó vía streaming en la plataforma musical SoundCloud una trilogía titulada Manuale del giovane nichilista, su primer álbum debut cuyo título por sí solo sugiere su visión del mundo y su manera de comunicarlo a sus oyentes, condensada en una provocativa mezcla de cinismo, autoironía y denuncia socia. Los álbumes pronto demostraron ser innovadores, ya que presentaban sonidos que iban mucho más allá del género clásico del hip hop.
El 10 de diciembre de 2013, su primer álbum de estudio Non è il mio genere, il genere umana fue lanzado para descarga gratuita, y fue reeditado en CD el 24 de junio del año siguiente a través de ThisPlay Urban. En el mismo año colaboró con Funk Shui Project, apareciendo en su álbum debut lanzado en 2014.

### 2015-2016:Educazione sabauda
En 2015 se lanzó el segundo álbum Educazione sabauda, que fue recibido positivamente por la crítica. El álbum es fruto de un año y medio de trabajo, así como uno en el que el artista relata sin filtros un periodo muy intenso de su vida. El álbum está plagado de referencias más o menos directas a los grandes nombres del hip hop, del rock y de la música de autor (Cypress Hill, The Clash, Francesco Guccini), hasta el punto de que termina con un texto intenso y poético (E allora ciao) en el que se cita a Luigi Tenco.
Particular atención atrajo el single Io non sono razzista ma...., incluida en el álbum, que tras su actuación el 23 de abril de 2017 en el programa de televisión Che tempo che fa provocó también las críticas de Maurizio Belpietro, quien en su diario La Verità acusó al artista de haber acusado a toda Italia de xenofobia.

### 2017-2018:Síndrome di Tôret
El 6 de octubre de 2017 se lanzó el tercer álbum Sindrome di Tôret, producido por 451. El álbum, que según Willie Peyote es la combinación ideal de sus dos instintos musicales, el rock y el hip hop, fue recibido muy positivamente.
En 2018 se lanzó el álbum 8 de Subsonica, que contiene una colaboración con Willie Peyote quien canta en la canción L'incubo, lanzada como sencillo el 8 de marzo de 2019. El rapero también participó en la gira de invierno de la banda de Turín, actuando con ellos en el escenario en el Concierto del Primero de Mayo de 2019 celebrado en Roma.

### 2019-2021:Iodegradabiley primer San Remo
El 26 de abril de 2019 se lanzó el álbum tributo Faber Nostrum, que incluye una reinterpretación hip hop de Willie Peyote de la canción Il bombarolo de Fabrizio De André. En el mismo año el rapero firmó un contrato con Virgin Records, lanzando el sencillo La tua futura ex moglie el 30 de agosto del mismo año, destinado a anticipar su cuarto álbum de estudio. Titulado Iodegradabile, el álbum fue lanzado el 25 de octubre y también fue promocionado por el segundo sencillo Mango, presentado en septiembre. Se suponía que el álbum sería seguido por una gira en 2020, pero ésta se pospuso entre junio y agosto de 2021 debido a la pandemia de COVID-19.
El 29 de marzo de 2020 puso a disposición el vídeo de un freestyle titulado Todos los días a los 18, publicado como contribución a la iniciativa benéfica #teniamocistretti a favor de los hospitales de Turín. El 1 de mayo del mismo año lanzó el sencillo Algoritmo, realizado en colaboración con Don Joe y Shaggy. El 13 de noviembre se presentó el sencillo La desiderio è un periodo dell'anno, cuya letra describe de forma amarga y lúcida el difícil período debido a la pandemia de COVID-19.
En marzo de 2021 participó en la competición del 71º Festival de San Remo con la canción Mai dire mai (la locura), quedando sexto y ganando el Premio de la Crítica.
El 4 de marzo de 2021 se publicó su libro ¿Dónde está Willie? fue liberado. Un diálogo con Giuseppe Civati, una conversación con Giuseppe Civati en la que aborda diversos temas, pasando de la escena musical al contexto cultural, hasta su participación en el Festival de San Remo.

### 2022-2024:Pornostalgia
El 8 de abril de 2022 Willie Peyote regresó a la escena musical con el lanzamiento de la canción Fare schifo, realizada con la participación de Michela Giraud, a la que le siguió el sencillo La colpa al vento, lanzado el 22 del mismo mes. Ambas canciones anticiparon su quinto álbum Pornostalgia, que saldría el 6 de mayo. Para su creación, el rapero hizo uso de varios artistas musicales y no musicales, entre ellos Emanuela Fanelli, Fast Animals y Slow Kids, Jake La Furia y Samuel.
Para promocionar el álbum, el rapero se embarcó en una gira de verano que constaba de varias fechas, muchas de las cuales estaban programadas originalmente entre 2020 y 2021, pero se cancelaron debido a la pandemia de COVID-19.
En 2023, se lanzaron dos sencillos independientes: el primero, Picasso, estuvo disponible el 16 de mayo, mientras que el segundo, titulado Frecciarossa, se lanzó el 15 de septiembre siguiente.

### 2024-presente:Sulla riva del fiumey segundo San Remo
El 26 de abril de 2024 se lanzó el EP Sulla riva del fiume, precedido el día anterior por el single Giorgia nel paese che si meraviglie. El álbum es un regreso a los sonidos jazz-funk de Sindrome di Tôret y Educazione sabauda. El rapero anunció que este EP es la primera parte de un verdadero álbum, que concluirá la llamada "trilogía Saboya", donde los dos primeros capítulos son, de hecho, Educazione sabauda y Sindrome di Tôret. El single Piani fue lanzado el 17 de mayo. El 5 de julio del mismo año se lanzó el sencillo Bloody Mary, una canción independiente en colaboración con Pugni y Fudasca. El 21 de octubre se anunció que, tres días después, se lanzaría un nuevo single, esta vez vinculado al proyecto Sulla riva del fiume, llamado Chissà. El sencillo incluía dos canciones: la homónima con Ditonellapiaga y otra canción titulada Cowboy. El 21 de enero de 2025 se lanzó su colaboración en el single Entropia de Francesco Cavestri.
En febrero de 2025 participó por segunda vez en el concurso del 75° Festival de San Remo con la canción Grazie ma no grazie, que terminó en el decimosexto lugar al final del evento. El 14 de febrero, durante la cuarta velada dedicada a las versiones, hizo un dueto con Tiromancino y Ditonellapiaga cantando la canción Un tempo piccolo de Franco Califano, que ocupó el puesto vigésimo quinto. El mismo día se lanzó la reedición digital del EP Sulla riva del fiume, que contiene cuatro nuevas canciones, entre ellas el single Grazie ma no grazie y el bonus track Mai dire mai (la locura).

## Discografía

### Álbumes de estudio
- 2011 – Manuale del giovane nichilista
- 2013 – Non è il mio genere, il genere umano
- 2015 – Educazione sabauda
- 2017 – Sindrome di Tôret
- 2019 – Iodegradabile
- 2022 – Pornostalgia

### Álbumes en vivo
- 2019 – Ostensione della sindrome - Ultima cena

## Participación en certámenes de canto
- Festival de San Remo (Rai 1)
  - 2021 – 6.º puesto con Mai dire mai (la locura)
  - 2025 – 16º puesto en la sección "Campeones" con Grazie ma no grazie

## Obras
- Peyote, Willie (4 de marzo de 2021). Dov'è Willie? Un dialogo con Giuseppe Civati. People. ISBN 979-1280105301.

## Premios y reconocimientos
- Festival de San Remo
  - 2021 – Premio de la Crítica «Mia Martini» con Mai dire mai (la locura)